# 密花梭罗
密花梭罗（学名：Reevesia pycnantha）为梧桐科梭罗树属下的一个种。

## 形态特征
高6-10米；小枝灰色，有条纹，无毛，或在幼时略被毛。叶薄，纸质，倒卵状矩圆形，长8-12厘米，宽2.5-5厘米，顶端急尖或渐尖，基部圆形或不明显的心形，全缘，稀在近基部有小齿牙，两面均无毛或幼时在主脉的基部有少许的疏生短柔毛，侧脉每边7-8条；叶柄长1.5-2.5厘米，无毛。聚伞状圆锥花序密生，顶生，长达5厘米，有多花，被红褐色星状短柔毛；花梗长2-3毫米；萼倒圆锥状钟形，长约3毫米，5裂，外面被短柔毛，裂片广三角形，长不及1毫米，内面有微柔毛；花瓣5片，浅黄色，长匙形，长约7毫米，宽几达1.5毫米；雌雄蕊柄长约10毫米，无毛，子房有短柔毛。蒴果椭圆状梨形，长1.5-2厘米，宽1-1.5厘米，顶端截形，密被淡黄褐色短柔毛；种子连翅长1.6厘米，翅膜质，矩圆状镰刀形或矩圆状椭圆形，顶端钝。花期5-7月。

## 扩展阅读
維基物種上的相關：密花梭罗